# جورج كروزير
جورج كروزير (بالفرنسية: Georges Crozier)‏ هو لاعب كرة قدم فرنسي، ولد في 1882 في فرنسا، وتوفي بنفس المكان في 1944. شارك مع منتخب فرنسا لكرة القدم. أما مع النوادي، فقد لعب مع نادي فولهام.

## وصلات خارجية
- جورج كروزير على موقع قاعدة بيانات كرة القدم.إي يو (الإنجليزية)
- جورج كروزير على موقع ناشيونال فوتبول تيمز (الإنجليزية)
- جورج كروزير على موقع عالم كرة القدم.نت (الإنجليزية)